# Genea brasiliensis
Genea brasiliensis är en tvåvingeart som först beskrevs av Townsend 1929.  Genea brasiliensis ingår i släktet Genea och familjen parasitflugor. Inga underarter finns listade i Catalogue of Life.